# Asteriscus aquaticus

Asteriscus aquaticus es una especie del género Asteriscus nativa de las Islas Canarias y del Mediterráneo.

## Descripción
Asteriscus aquaticus es una especie probablemente nativa en Canarias. Se trata de una planta anual de hasta 50 cm, densamente pubescente, con hojas sentadas, oblongo-lanceoladas a espatuladas y enteras. Los capítulos poseen flores amarillas, siendo las externas liguladas. Las brácteas involucrales externas sobrepasan el capítulo y son más largas que las internas, sin espina apical. 

## Taxonomía
Leontodon longirostris fue descrita por (L.f.) Less. y publicado en Syn. Gen. Compos. 210. 1832
Etimología
Asteriscus: nombre genérico que procede del griego asteriskos, que significa pequeña estrella.
aquaticus: epíteto que hace referencia a uno de los hábitats de la planta, en zonas cercanas al mar.
Sinonimia
- Buphthalmum aquaticum L. (1753) basónimo
- Bubonium aquaticum (L.) Hill (1761)
- Nauplius aquaticus (L.) Cass. (1825)
- Odontospermum aquaticum (L.) Sch.Bip. (1844)[2]
- Asteriscus citriodorus Heldr. & Halácsy
- Asteriscus confusus Sennen
- Asteriscus morrisonii Bubani
- Asteriscus nanus (Boiss.) Nyman
- Asteriscus sessilis (Mill.) Moench[3]

## Nombre común
Se conoce como "bubas" y "joriada menuda".